# Malacanthus plumieri
Malacanthus plumieri är en fiskart som först beskrevs av Bloch, 1786.  Malacanthus plumieri ingår i släktet Malacanthus och familjen Malacanthidae. Inga underarter finns listade i Catalogue of Life.